# Palazzo Comunale (Langhirano)

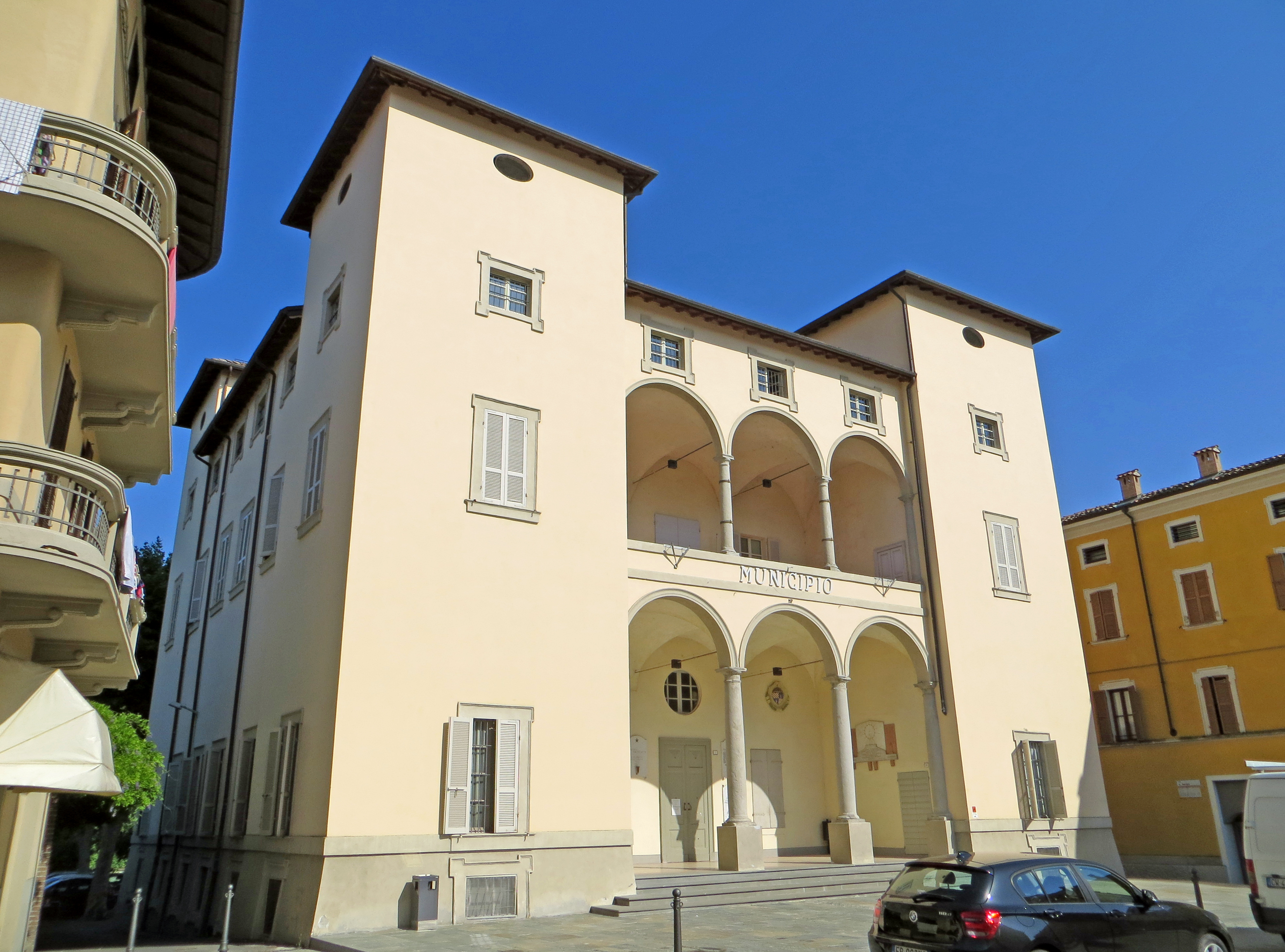
Palazzo Comunale in Langhirano

Der Palazzo Comunale ist ein Renaissancepalast, ursprünglich aus dem 13. Jahrhundert, in Langhirano in der italienischen Region Emilia-Romagna. Er liegt an der Piazza Ferrari 1 und beherbergt die Stadtverwaltung.

## Geschichte
Das ursprüngliche Gebäude ließ Grazia, Bischof von Parma und Lehensnehmer von Langhirano, in der ersten Hälfte des 13. Jahrhunderts als Residenz des Capitano di Giustizia erbauen.
In den ersten Jahren des 17. Jahrhunderts wurde das mittelalterliche Gebäude umgebaut und in ein Landhaus der Renaissance verwandelt.
1660 investierte Ranuccio II. Farnese, der Herzog von Parma, Antonio Garimberti in die Grafschaft Langhirano. Auch das Eigentum an dem Palast fiel an die Grafen, die die Rechte daran bis zur Abschaffung der Feudalrechte in der Emilia-Romagna durch Napoleon im Jahre 1805 behielten. Danach kaufte die Familie Montali das Gebäude und verkaufte es 1832 weiter an den Rechtsanwalt Ottavio Ferrari.
Die Stadtverwaltung von Langhirano kaufte das Anwesen am 4. März 1889 für 17.000 Lire und nahm dort ihren Sitz.

## Beschreibung

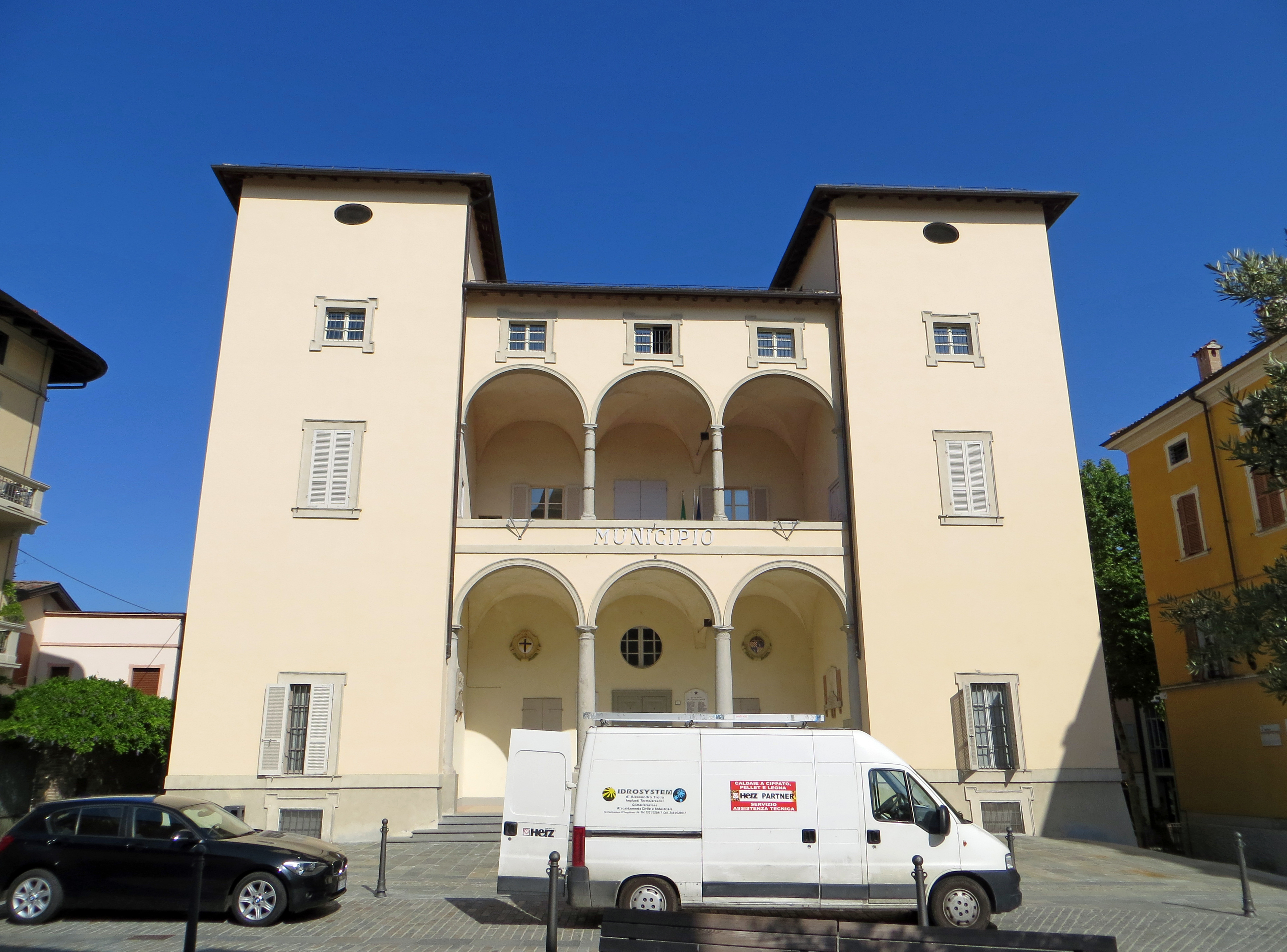
Fassade des Palazzo Comunale

Der Palast hat einen quadratischen Grundriss und vier Türme, einen an jeder Ecke.
Die symmetrische Hauptfassade, die vollständig verputzt ist, hat drei oberirdische Stockwerke. In der Mitte gibt es im Erdgeschoss eine hohe Vorhalle mit drei Rundbögen, gestützt von Sandsteinsäulen, die mit toskanischen Kapitellen gekrönt sind. Im ersten Obergeschoss öffnet sich eine gleichartige Loggia, wogegen ganz oben drei kleine, quadratische Fenster mit Rahmen sitzen. An den Seiten erheben sich die beiden Türme, die durch Anschrägung der Fundamente gekennzeichnet. Die drei Stockwerke zeigen gerahmte Tür- und Fensteröffnungen, wogegen im obersten Stockwerk kleine, ovale Fenster angebracht sind.
Die gegenüberliegende Ostfassade ist ein Spiegel der Hauptfassade und zeigt eine entsprechende Loggia im ersten Obergeschoss.
Von den Innenräume im Erdgeschoss sind etliche mit Porträtfresken aus der ersten Hälfte des 19. Jahrhunderts verziert und mit Möbeln aus derselben Epoche ausgestattet.
Im Salon sind einige Gemälde ausgestellt, auf denen „Tartaren mit Doggen“ dargestellt sind. Sie wurden Ende des 17. Jahrhunderts, vermutlich vom Maler Giovanni Francesco Cassana, geschaffen. Im Bürgermeisterbüro gibt es darüber hinaus einen Wandschrank mit Intarsien aus dem späten 17. Jahrhundert.